# Stará pošta (Nový Jičín)

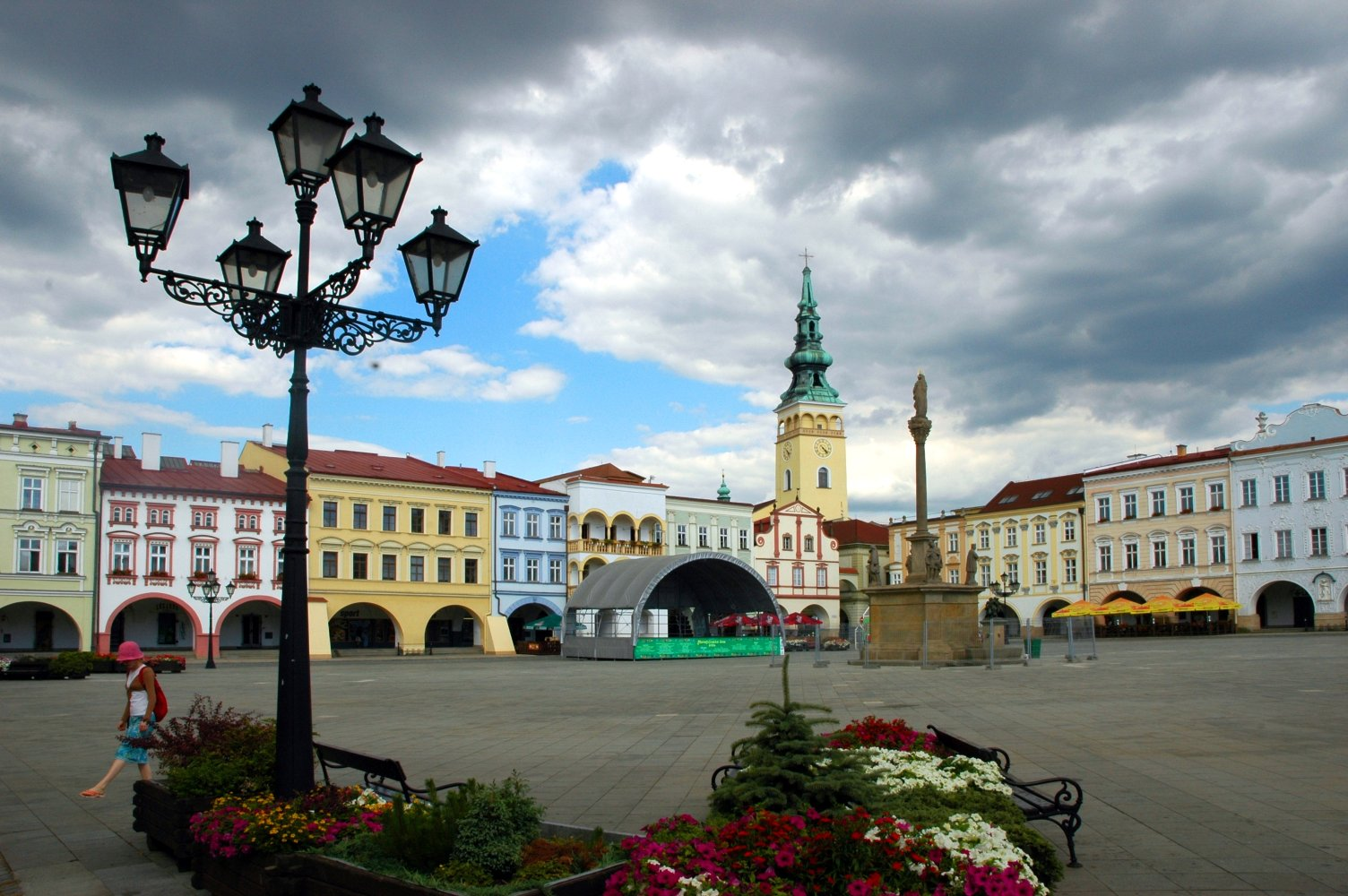
Stará pošta je bílá budova za pódiem

Stará pošta je dominantou novojičínského náměstí. Tento dům pochází z roku 1563, kdy si jej nechal postavit purkmistr Nového Jičína, Ondřej Řepa. Dům je postaven ve stylu renesančním. Jako jediný dům na Novojičínském náměstí jej zdobí dva balkóny s arkádami. Navíc je postavena o krok napřed před všemi domy a „zahanbuje“ tak i radnici.

## Historie a současnost domu
Od roku 1788 sloužil dům jako pošta, kde setrvala až do roku 1851. V 21. století se v tomto domě nachází coffeemusic bar Stará pošta, bar Havran, klub Galérka, galerie Arkáda a výstavní síň městského kulturního střediska.

## Vzácní hosté
- 6. února 1800 v budově Stará pošta přespal vojenský velitel, hrabě Alexandr Vasiljevič Suvorov
- V roce 1805 zde přespal maršál Michail Kutuzov